# Vitrinella annulifera
Vitrinella annulifera is een slakkensoort uit de familie van de Tornidae. De wetenschappelijke naam van de soort is voor het eerst geldig gepubliceerd in 1910 door Dautzenberg.